# 朴屯街道
朴屯街道，是中华人民共和国辽宁省抚顺市望花区下辖的一个乡镇级行政单位。

## 行政区划
朴屯街道下辖以下地区：
海城社区、丹北社区、岫岩社区、天成社区、古田社区、中海直社区、油三社区、辽阳社区、盖平社区和红星社区。